# Stefan Stojkov
Stefan Stoykov (in bulgaro Стефан Стойков?; Mikre, 28 gennaio 1938 – Pleven, 12 aprile 2013) è stato un cestista bulgaro.

## Carriera
Con la Bulgaria ha disputato i Giochi olimpici di Roma 1960 e i Campionati europei del 1961.